# Magdalena Tulli

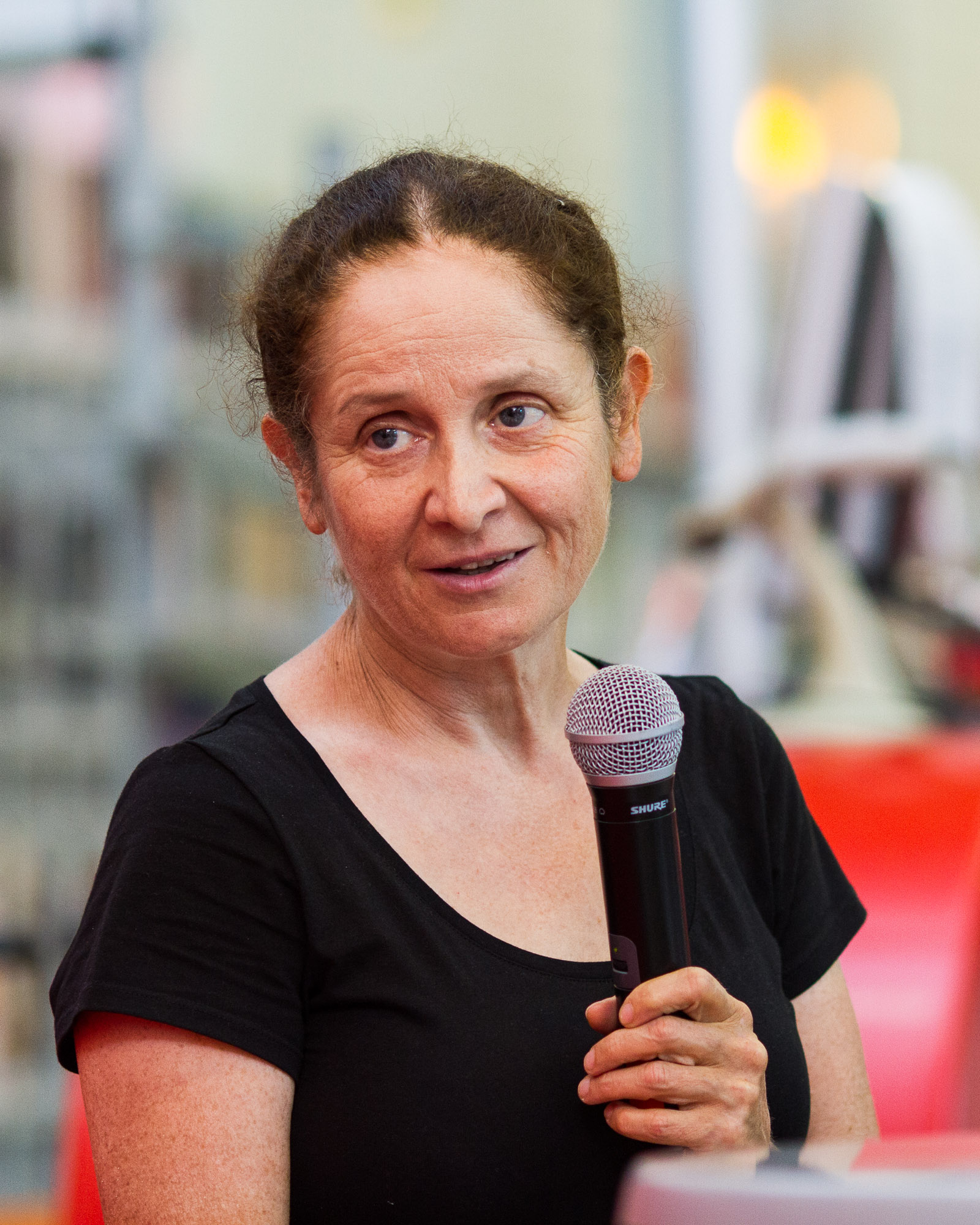
Magdalena Tulli, 2015

Magdalena Tulli, Pseudonym Marek Nocny (* 20. Oktober 1955 in Warschau) ist eine polnische Schriftstellerin und literarische Übersetzerin. Sie gehört gegenwärtig zu den bedeutendsten Schriftstellerinnen Polens.

## Leben und Wirken
Ihre Mutter überlebte das KZ Auschwitz und wohnte mit der Tochter in Warschau. Während ihrer Schulzeit verbrachte Magdalena Tulli jährlich die Sommerferien bei der Familie ihres italienischen Vaters in Mailand. Nach dem Abitur (polnisch: Matura) studierte sie Biologie und Polonistik an der Universität Warschau.
Im Jahr 1995 debütierte sie mit Träume und Steine (Sny i kamienie) und erhielt prompt in Genf den Kościelski-Preis. Im gleichen Jahr nahm sie am Literarischen Colloquium in Berlin teil.  Im Jahr 1999 übersetzte sie ins Polnische Die Angst vor dem Himmel (La paura del cielo) von Fleur Jaeggy, danach Bücher von Italo Calvino und Marcel Proust. Sie ist ein Mitglied des Verbandes Polnischer Schriftsteller (Stowarzyszenie Pisarzy Polskich).
Für das Buch Italienische Stöckelschuhe (Włoskie szpilki), das im Jahr 2011 erschien, erhielt sie 2012 zwei Literaturpreise und wurde in Warschau für den Nike-Literaturpreis und in Breslau für den Mitteleuropa-Literaturpreis Angelus Silesius nominiert. Im Frühjahr 2013 erschien in Łódź  ihr erstes Kinderbuch Radau im Wald (Awantura w lesie). 2015 fand sie sich für Rauschen (Szum), das ebenso wie Italienische Stöckelschuhe stark autobiographische Züge trägt, erneut auf der Shortlist für den Nike-Literaturpreis.

## Werke

### Bücher
- Träume und Steine (Sny i kamienie). Übersetzung Bettina Eberspächer, Oberbaum Verlag, Chemnitz 1998, ISBN 3-928254-81-2.
- In Rot (W czerwieni). Übersetzung Esther Kinsky, Deutsche Verlags-Anstalt, Stuttgart 2000, ISBN 3-421-05371-5.
- mit Sergiusz Kowalski: Zamiast procesu. Raport o mowie nienawiści. Wydawnictwo W.A.B. 2002, ISBN 83-89291-58-4.
- Getriebe (Tryby). Übersetzung Esther Kinsky, Schöffling & Co., Frankfurt am Main 2008, ISBN 978-3-89561-460-6.
- Dieses mal (Skaza). Übersetzung Esther Kinsky, Schöffling & Co., Frankfurt 2010, ISBN 978-3-89561-461-3.
- als Marek Nocny: Kontrolleur der Träume (Kontroler snów).  Wydawnictwo Nisza, Warszawa 2007, ISBN 978-83-9228-198-6.
- Italienische Stöckelschuhe (Włoskie szpilki). Wydawnictwo Nisza, Warszawa 2011, ISBN 978-83-62795-09-3.
- Radau im Wald (Awantura w lesie). Wydawnictwo Akapit Press, Łódź 2013, ISBN 978-83-62199-74-7.
- Rauschen (Szum). Znak Litera Nova, Kraków 2014, ISBN 978-83-240-2625-8.
- Ten i tamten las. Wilk&Król Oficyna Wydawnicza, Warszawa 2017, ISBN 978-83-65089-12-0.
- Jaka piękna iluzja. Magdalena Tulli w rozmowie z Justyną Dąbrowską. Znak Literanova, Kraków 2017, ISBN 978-83-240-3828-2.

### Publikationen
- Autorenheft. 52. Internationale Frankfurter Buchmesse. Übersetzer Ralf Stapf, Esther Kinsky, Arbeitsgruppe Literatur Polska, Krakau 2000, ISBN 83-907596-8-3.

### Übersetzungen
- 1998: Raffaele de Grada: Mobile del novecento. (pl.: Meble XX wieku).
- 1999: Fleur Jaeggy: La paura del cielo. (dt.: Die Angst vor dem Himmel).
- 2000: Italo Calvino: La giornata d’uno scrutatore. (dt.: Der Tag eines Wahlhelfers).
- 2000: Stelio Martelli (Mino Milani): Storia di Dedala a Argo. (pl.: Opowieści mitologiczne).
- 2001: Marcel Proust: La Fugitive. (dt.: Die Flüchtige).
- 2002: Fleur Jaeggy: I beati anni del castigo. (pl.: Szczęśliwe lata udręki).
- 2003: Fleur Jaeggy: Proleterka.
- 2008: Rosie Rushton: Best Friends Together. (pl.: Czy to już miłość ?).
- 2009: Marlena de Blasi: That Summer in Sicilly. (pl.: Tamtego lata na Sycylii).

## Auszeichnungen
- 1995: Kościelski-Preis in Genf für Sny i kamienie
- 1999: Finalistin für den Nike-Literaturpreis für W czerwieni[1]
- 1999: Preis der Zeitschrift Literatura na Świecie für die Übersetzung La paura del cielo von Fleur Jaeggy
- 2004: Finalistin für den Nike-Literaturpreis für Tryby[2]
- 2007: Nominierung für den International IMPAC Dublin Literary Award für Tryby
- 2007: Finalistin für den Nike-Literaturpreis für Skaza[3]
- 2012: Nominierung für Best Translated Book Award (USA)[4] für In Red (W czerwieni)
- 2012: Laureatin des Gryfia-Literaturpreises[5] für Włoskie szpilki
- 2012: Laureatin des Gdynia-Literaturpreises[6] für Włoskie szpilki
- 2012: Finalistin für den Nike-Literaturpreis für Włoskie szpilki[7]
- 2012: Finalistin für den Mitteleuropa-Literaturpreis Angelus[8] für Włoskie szpilki
- 2014: Julian-Tuwim-Literaturpreis[9]
- 2015: Finalistin für den Nike-Literaturpreis für Szum[10]
- 2017: Samuel-Bogumil-Linde-Preis